# Система річок канадської спадщини
Система річок канадської спадщини (англ. Canadian Heritage Rivers System, CHRS) — програма, що спільно адмініструється федеральним, провінційним та територіальним керівництвом Канади, і присвячена збереженню та захисту найкращих прикладів у річковій системі Канади, надання їм національного визнання та заохочення громадськості знати, дбати та цінувати їхнє значення у природній та історичній спадщині Канади. До програми залучені уряд Канади, уряди дев’ятьох провінцій та трьох територій. Національна рада у складі 14 осіб створена відповідно до Закону про парки Канади, керує програмою та затверджує включення конкретних річок.

## Історія
Система річок канадської спадщини була створена в 1984 р.. Першою річкою спадщини Канади була визнана Френч-Рівер в Онтаріо, включена до програми в 1986 році.
До 1996 року було визначено 29 річок.
Квебек відкликав свою участь у 2006 році Наразі 39 річок визначені річками канадської спадщини та три номіновані; ці річки визнані у кожній провінції та території, крім Квебеку.

## Визначені річки
Річки, в даний час визнані річками канадської спадщини, це:
| Річка                            | Провінція/Територія          | Рік       |
| -------------------------------- | ---------------------------- | --------- |
| Річка Алсек                      | Юкон                         | 1986 рік  |
| Арктик-Ред-Рівер                 | Північно-західні території   | 1993 рік  |
| Річка Атабаска                   | Альберта                     | 1989 рік  |
| Річка Бей-дю-Норд                | Ньюфаундленд                 | 2006 рік  |
| Річка Бладвейн                   | Манітоба/Онтаріо             | 1987/1998 |
| Боннет-Плам-Рівер                | Юкон                         | 1998 рік  |
| Баундарі-Вотерс                  | Онтаріо                      | 1996 рік  |
| Річка Клірвотер                  | Саскачеван/Альберта          | 1987/2004 |
| Річка Ковічан                    | Британська Колумбія          | 2003 рік  |
| Річка Детройт                    | Онтаріо/Мічиган              | 2001 рік  |
| Річка Фрейзер                    | Британська Колумбія          | 1998 рік  |
| Френч-Рівер                      | Онтаріо                      | 1986 рік  |
| Ґранд-Рівер                      | Онтаріо                      | 1994 рік  |
| Річка Гейс                       | Манітоба                     | 2006 рік  |
| Річка Гіллсборо                  | Острів Принца Едуарда        | 1997 рік  |
| Річка Гамбер                     | Онтаріо                      | 1999 рік  |
| Річка Казан                      | Нунавут                      | 1990 рік  |
| Кікінґ-Горс                      | Альберта/Британська Колумбія | 1989 рік  |
| Мейн-Рівер                       | Ньюфаундленд                 | 2001 рік  |
| Річка Марґері                    | Нова Шотландія               | 1998 рік  |
| Маттава                          | Онтаріо                      | 1988 рік  |
| Річка Міссінайбі                 | Онтаріо                      | 2004 рік  |
| Норт-Саскачеван                  | Альберта/Британська Колумбія | 1989 рік  |
| Річка Оттава                     | Онтаріо                      | 2016 рік  |
| Норт-Ред-Рівер                   | Манітоба                     | 2007 рік  |
| Рідо                             | Онтаріо                      | 2000 рік  |
| Річка Сент-Джон                  | Нью-Брансвік                 | 2013 рік  |
| Річка Сіл                        | Манітоба                     | 1992 рік  |
| Річка Шелберн                    | Нова Шотландія               | 1997 рік  |
| Річка Сопер                      | Нунавут                      | 1992 рік  |
| Річка Саут-Наганні               | Північно-західні території   | 1987 рік  |
| Річка Сент-Круа                  | Нью-Брансвік                 | 1991 рік  |
| Річка Сент-Меріс                 | Онтаріо                      | 2000 рік  |
| Річка Татшеншіні                 | Юкон                         | 2004 рік  |
| Річка Темза                      | Онтаріо                      | 2000 рік  |
| Річка Телон                      | Нунавут                      | 1990 рік  |
| Три Річки                        | Острів Принца Едуарда        | 2004 рік  |
| Верхня Рестіґуш                  | Нью-Брансвік                 | 1998 рік  |
| Річка Юкон (тридцятимильна зона) | Юкон                         | 1991 рік  |

## У процесі номінації
| Річка            | Провінція/Територія | Рік |
| ---------------- | ------------------- | --- |
| Річка Коппермайн | Нунавут             |     |

## Справа участі Квебеку
Квебек - єдина провінція або територія, де немає визначеної або номінованої річки. У 2006 році провінція скасувала свою участь у програмі річок канадської спадщини
Відсутність участі Квебеку впливає на номінації та призначення річок, які охоплюють інші провінції. У 1998 р. Нью-Брансвікська частина річки Рестіґуш була позначена (як «Верхня Рестіґуш»), тоді як частина, що протікає в Квебеку - ні. Річка Оттава була номінована у 2007 році та визначена у 2016 році, але була включена лише онтарійська частина річки. Федеральний уряд заявляє, що співпрацює з Квебеком "для встановлення визнання цінності спадщини квебекської ділянки річки Оттава".

## Зовнішні посилання
- Вебсайт річок канадської спадщини